# Bilabria ornata
Bilabria ornata är en fiskart som först beskrevs av Soldatov 1922.  Bilabria ornata ingår i släktet Bilabria och familjen tånglakefiskar. Inga underarter finns listade.